# Многомерное нормальное распределение

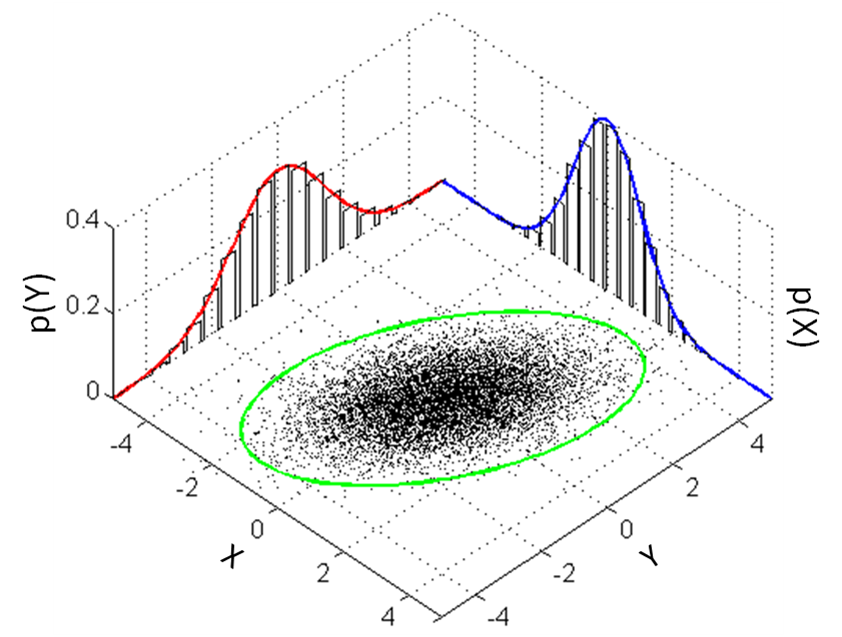
Пример выборки из многомерного нормального распределения в пределах 3 сигм двух частных распределений

Многоме́рное норма́льное распределе́ние (или многоме́рное га́уссовское распределе́ние) в теории вероятностей — это обобщение одномерного нормального распределения. Случайный вектор, имеющий многомерное нормальное распределение, называется гауссовским вектором.

## Определения
Случайный вектор {\displaystyle \mathbf {X} =(X_{1},\ldots ,X_{n})^{\top }:\Omega \to \mathbb {R} ^{n}} имеет многомерное нормальное распределение, если выполняется одно из следующих эквивалентных условий:
- Произвольная линейная комбинация компонентов вектора {\displaystyle \sum \limits _{i=1}^{n}a_{i}X_{i}} имеет нормальное распределение или является константой (это утверждение работает только если дисперсия равна 0).
- Существуют вектор независимых стандартных нормальных случайных величин {\displaystyle \mathbf {Z} =(Z_{1},\ldots ,Z_{m})^{\top }}, вещественный вектор {\displaystyle \mathbf {\mu } =(\mu _{1},\ldots ,\mu _{n})^{\top }} и матрица {\displaystyle \mathbf {A} } размерности {\displaystyle n\times m}, такие что:

{\displaystyle \mathbf {X} =\mathbf {A} \mathbf {Z} +\mathbf {\mu } }.
- Существуют вектор {\displaystyle \mathbf {\mu } \in \mathbb {R} ^{n}} и неотрицательно определённая симметричная матрица {\displaystyle \mathbf {\Sigma } } размерности {\displaystyle n\times n}, такие что характеристическая функция вектора {\displaystyle \mathbf {X} } имеет вид:

{\displaystyle \phi _{\mathbf {X} }(\mathbf {u} )=e^{i\mathbf {\mu } ^{\top }\mathbf {u} -{\frac {1}{2}}\mathbf {u} ^{\top }\Sigma \mathbf {u} },\;\mathbf {u} \in \mathbb {R} ^{n}}.

## Плотность невырожденного нормального распределения
- Если рассматривать только распределения с невырожденной ковариационной матрицей, то эквивалентным будет также следующее определение:

Существует вектор {\displaystyle \mathbf {\mu } \in \mathbb {R} ^{n}} и положительно определённая симметричная матрица {\displaystyle \mathbf {\Sigma } } размерности {\displaystyle n\times n}, такие что плотность вероятности вектора {\displaystyle \mathbf {X} } имеет вид::
{\displaystyle f_{\mathbf {X} }(\mathbf {x} )={\frac {1}{(2\pi )^{n/2}\vert \Sigma \vert ^{1/2}}}e^{-{\frac {1}{2}}(\mathbf {x} -\mathbf {\mu } )^{\top }\Sigma ^{-1}(\mathbf {x} -\mathbf {\mu } )},\;\mathbf {x} \in \mathbb {R} ^{n}},
где {\displaystyle \vert \Sigma \vert } — определитель матрицы {\displaystyle \Sigma }, а {\displaystyle \Sigma ^{-1}} — матрица обратная к {\displaystyle \Sigma }
- Вектор {\displaystyle \mathbf {\mu } } является вектором средних значений {\displaystyle \mathbf {X} }, а {\displaystyle \Sigma } — его ковариационная матрица.
- В случае {\displaystyle n=1}, многомерное нормальное распределение сводится к обычному нормальному распределению.
- Если случайный вектор {\displaystyle \mathbf {X} } имеет многомерное нормальное распределение, то пишут {\displaystyle \mathbf {X} \sim {\mathcal {N}}(\mathbf {\mu } ,\Sigma )}.

### Двумерное нормальное распределение
Частным случаем многомерного нормального распределения является двумерное нормальное распределение. В этом случае имеем две случайные величины {\displaystyle X_{1},X_{2}} с математическими ожиданиями {\displaystyle \mu _{1},\mu _{2}}, дисперсиями {\displaystyle \sigma _{1}^{2},\sigma _{2}^{2}} и ковариацией {\displaystyle \sigma _{12}}. В этом случае ковариационная матрица имеет размер 2, её определитель равен
{\displaystyle \mathrm {det} \Sigma =\sigma _{1}^{2}\sigma _{2}^{2}-\sigma _{12}^{2}=\sigma _{1}^{2}\sigma _{2}^{2}(1-\rho ^{2}),}
где {\displaystyle \rho ={\frac {\sigma _{12}}{\sigma _{1}\sigma _{2}}}} — коэффициент корреляции случайных величин.
Тогда плотность двумерного невырожденного (коэффициент корреляции по модулю не равен единице) нормального распределения можно записать в виде:
{\displaystyle f(x_{1},x_{2})={\frac {1}{2\pi \sigma _{1}\sigma _{2}{\sqrt {1-\rho ^{2}}}}}\exp \left\{-{\frac {1}{2(1-\rho ^{2})}}\left[{\frac {(x_{1}-\mu _{1})^{2}}{\sigma _{1}^{2}}}-\rho {\frac {2(x_{1}-\mu _{1})(x_{2}-\mu _{2})}{\sigma _{1}\sigma _{2}}}+{\frac {(x_{2}-\mu _{2})^{2}}{\sigma _{2}^{2}}}\right]\right\}}.
В том случае, если {\displaystyle X\sim {\mathcal {N}}(\mu _{1},\sigma _{1}^{2}),Y\sim {\mathcal {N}}(\mu _{2},\sigma _{2}^{2}),cov(X,Y)=\sigma _{12}} (то есть {\displaystyle X,Y} являются зависимыми), их сумма все еще распределена нормально, но в дисперсии появляется дополнительное слагаемое {\displaystyle 2\sigma _{12}}: {\displaystyle X+Y\sim {\mathcal {N}}(\mu _{1}+\mu _{2},\sigma _{1}^{2}+\sigma _{2}^{2}+2\sigma _{12})}.

## Свойства многомерного нормального распределения
- Если вектор {\displaystyle \mathbf {X} =(X_{1},\ldots ,X_{n})^{\top }} имеет многомерное нормальное распределение, то его компоненты {\displaystyle X_{i},i=1,\ldots ,n,} имеют одномерное нормальное распределение. Обратное верно при независимости компонент[3].
- Если случайные величины {\displaystyle X_{1},\ldots ,X_{n}} имеют одномерное нормальное распределение и совместно независимы, то случайный вектор {\displaystyle \mathbf {X} =(X_{1},\ldots ,X_{n})^{\top }} имеет многомерное нормальное распределение. Матрица ковариаций {\displaystyle \Sigma } такого вектора диагональна.
- Если {\displaystyle \mathbf {X} =(X_{1},\ldots ,X_{n})^{\top }} имеет многомерное нормальное распределение, и его компоненты попарно некоррелированы, то они независимы. Однако, если некоторые случайные величины {\displaystyle X_{i},\;i=1,\ldots ,n} имеют одномерные нормальные распределения и попарно не коррелируют, то отсюда не следует, что они независимы и имеют многомерное нормальное распределение.

Пример. Пусть {\displaystyle X\sim {\mathcal {N}}(0,1)}, а {\displaystyle \alpha =\pm 1} с равными вероятностями и независима от указанной нормальной величины. Тогда если {\displaystyle Y=\alpha X\sim {\mathcal {N}}(0,1)}, то корреляция {\displaystyle X} и {\displaystyle Y} равна нулю. Однако, эти случайные величины зависимы и в силу первого утверждения абзаца не имеют многомерного нормального распредедения.
- Многомерное нормальное распределение устойчиво относительно линейных преобразований. Если {\displaystyle \mathbf {X} \sim {\mathcal {N}}(\mathbf {\mu } ,\Sigma )}, а {\displaystyle \mathbf {A} } — произвольная матрица размерности {\displaystyle m\times n}, то

{\displaystyle \mathbf {A} \mathbf {X} \sim \mathrm {N} \left(\mathbf {A} \mathbf {\mu } ,\mathbf {A} \Sigma \mathbf {A} ^{\top }\right).}
Таким преобразованием и сдвигом любое невырожденное нормальное распределение можно привести к вектору независимых стандартных нормальных величин.

### Моменты многомерного нормального распределения
Пусть {\displaystyle X} — центрированные (с нулевым математическим ожиданием) случайные величины имеющие многомерное нормальное распределение, тогда моменты {\displaystyle \mu _{i_{1}i_{2}i_{3}...i_{k}}=E(X_{i_{1}}X_{i_{2}}X_{i_{3}}...X_{i_{k}})} для нечетных {\displaystyle k} равно нулю, а для четных {\displaystyle k=2m} вычисляется по формуле
{\displaystyle \sum \sigma _{i_{t_{1}}i_{t_{2}}}\sigma _{i_{t_{3}}i_{t_{4}}}\sigma _{i_{t_{4}}i_{t_{5}}}...\sigma _{i_{t_{k-1}}i_{t_{k}}}}
где суммирование осуществляется по всевозможным разбиениям индексов на пары. Количество множителей в каждом слагаемом равно {\displaystyle m}, количество слагаемых равно {\displaystyle {\frac {(2m)!}{2^{m}m!}}={\frac {(2m-1)!}{2^{m-1}(m-1)!}}}
Например, для моментов четвертого порядка в каждом слагаемом по два множителя и общее количество слагаемых будет равно {\displaystyle 4!/(2^{2}\cdot 2!)=(1\cdot 2\cdot 3\cdot 4)/(4\cdot 2\cdot 1)=3}. Соответствующая общая формула для моментов четвертого порядка имеет вид:
{\displaystyle \mu _{ijkm}=E(X_{i}X_{j}X_{k}X_{m})=\sigma _{ij}\sigma _{km}+\sigma _{ik}\sigma _{jm}+\sigma _{im}\sigma _{kj}}
В частности если {\displaystyle i=j=k=m}
{\displaystyle \mu _{iiii}=E(X_{i}^{4})=3{\sigma }_{ii}^{2}=3{\sigma }_{i}^{4}}
При {\displaystyle i=j\not =k=m}
{\displaystyle \mu _{iijj}=E(X_{i}^{2}X_{j}^{2})={\sigma }_{ii}{\sigma }_{jj}+2{\sigma }_{ij}={\sigma }_{i}^{2}{\sigma }_{j}^{2}+2{\sigma }_{ij}}
При {\displaystyle i=j=k\not =m}
{\displaystyle \mu _{iiij}=E(X_{i}^{3}X_{j})={\sigma }_{ii}{\sigma }_{ij}+{\sigma }_{ii}{\sigma }_{ij}+{\sigma }_{ij}{\sigma }_{ii}=3{\sigma }_{ij}{\sigma }_{ii}=3{\sigma }_{i}^{2}{\sigma }_{ij}}

### Условное распределение
Пусть случайные векторы {\displaystyle X} и {\displaystyle Y} имеют совместное нормальное распределение с математическими ожиданиями {\displaystyle \mu _{X},\mu _{Y}}, ковариационными матрицами {\displaystyle V_{X},V_{Y}} и матрицей ковариаций {\displaystyle C_{XY}}. Это означает, что объединенный случайный вектор
{\displaystyle {\boldsymbol {Z}}={\begin{bmatrix}{\boldsymbol {X}}\\{\boldsymbol {Y}}\end{bmatrix}}}
подчиняется многомерному нормальному распределению с вектором математического ожидания
{\displaystyle {\boldsymbol {\mu }}_{Z}={\begin{bmatrix}{\boldsymbol {\mu }}_{X}\\{\boldsymbol {\mu }}_{Y}\end{bmatrix}}}
и ковариационной матрицей, которую можно представить в виде следующей блочной матрицы
{\displaystyle {\boldsymbol {V}}_{Z}={\begin{bmatrix}{\boldsymbol {V}}_{X}&{\boldsymbol {C}}_{XY}\\{\boldsymbol {C}}_{YX}&{\boldsymbol {V}}_{Y}\end{bmatrix}}},
где {\displaystyle C_{YX}=C_{XY}^{T}}.
Тогда случайный вектор {\displaystyle Y} при заданном значении случайного вектора {\displaystyle X} имеет (многомерное) нормальное условное распределение со следующим условным математическим ожиданием и условной ковариационной матрицей
{\displaystyle E(Y|X=x)=\mu _{Y}+C_{YX}V_{X}^{-1}(x-\mu _{X}),\qquad V(Y|X=x)=V_{Y}-C_{YX}V_{X}^{-1}C_{XY}}.
Первое равенство определяет функцию линейной регрессии (зависимости условного математического ожидания вектора {\displaystyle Y} от заданного значения x случайного вектора {\displaystyle X}), причем матрица {\displaystyle C_{XY}V^{-1}} — матрица коэффициентов регрессии.
Условная ковариационная матрица представляет собой матрицу ковариаций случайных ошибок линейных регрессий компонентов вектора {\displaystyle Y} на вектор {\displaystyle X}. В случае если {\displaystyle Y} — обычная случайная величина (однокомпонентный вектор), условная ковариационная матрица — это условная дисперсия (по существу дисперсия случайной ошибки регрессии {\displaystyle Y} на вектор {\displaystyle X})